# NGC 5733
NGC 5733 (również PGC 52550) – galaktyka spiralna (Sc), znajdująca się w gwiazdozbiorze Panny. Odkrył ją Albert Marth 12 kwietnia 1864 roku.